# Rhipidia (Rhipidia) sejugata
Rhipidia (Rhipidia) sejugata is een tweevleugelige uit de familie steltmuggen (Limoniidae). De soort komt voor in het Neotropisch gebied.